# Caransa Hotel
Het Caransa Hotel (officiële naam NH Caransa), is een viersterrenhotel in de binnenstad van Amsterdam. Het hotel is gelegen aan het Rembrandtplein.

## Geschiedenis
Op de plaats waar het Caransa Hotel staat, opende in 1902 het Rembrandttheater zijn deuren. Het theater werd in de nacht van 25 op 26 januari 1943 in de as gelegd, waarschijnlijk als gevolg van een aanslag door de verzetsgroep CS-6. Na de oorlog werd er een bescheiden houten theater gebouwd, dat geëxploiteerd werd door Kees Manders. Deze ruimte werd afgebroken om plaats te maken voor het Caransa Hotel.
Het hotel is in 1969 gebouwd in opdracht van de Amsterdams zakenman Maup Caransa, die op het Rembrandtplein al eerder het Schiller hotel en café De Kroon had verworven. Het brutalistische ontwerp viel niet overal in de smaak. De architect was Piet Zanstra, die voor Caransa het evenzeer controversiële Maupoleum had ontworpen. Destijds was dit hotel een van de modernste en duurste hotels van Europa. Alle kamers waren zeer ruim, een aantal kamers was ingericht als ladies-rooms en in het gehele hotel bevond zich een luchtverversingssysteem. Een belangrijk en opvallend detail in de kamers was de zogenaamde service bar; een veredelde koelkast (minibar), toen een primeur. Eveneens was toen al een wekinstallatie aanwezig. Speciaal aangebrachte decoraties werden door gerenommeerde binnenhuisarchitecten ontworpen. De binnenhuisarchitect was Arnold Bueno de Mesquita.

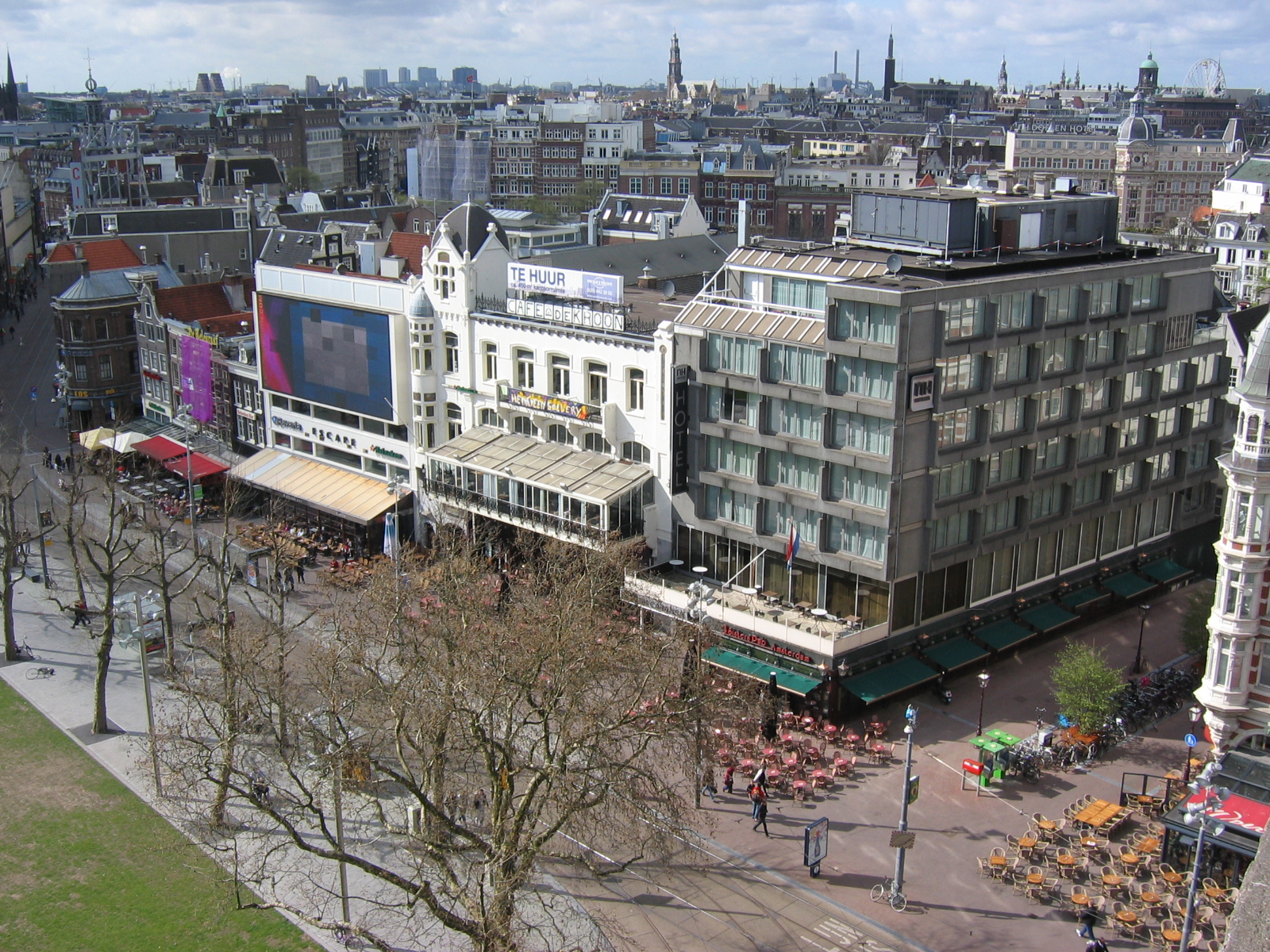
Het Caransahotel gezien vanaf het Hoofdkantoor Amsterdamsche Bank

Het hotel werd in 1996 opgekocht door de Krasnapolsky Group. Toen de Krasnapolsky Group in 2000 fuseerde met de Spaanse hotelketen NH Hoteles werd het Caransa Hotel onderdeel van deze groep, onder de naam NH Caransa.